# Estadio Caballeros del Deporte
El Estadio Caballeros del Deporte es una instalación deportiva propia del Country Club El Bosque. Cuenta con vestuarios y gimnasio.